# Odo van Toulouse
Odo van Toulouse (ca. 845 - na 16 juni 918)was een jongere zoon van Raymond I van Toulouse en van Bertha. Hij volgde zijn broer Bernard op als graaf van Toulouse. Op 3 september 910 gaf hij opdracht tot de stichting van de abdij van Cluny. Hij is verder alleen bekend van een goederenruil met de bisschop van Bourges. Odo was gehuwd met Gersenda van Albi, en was de vader van:
- Raymond II
- Ermengard
- Gersenda, die huwde met Wifried II graaf van Barcelona.